# Premi Goncourt a la primera novel·la
El premi Goncourt a la primera novel·la és un premi literari atorgat anualment i creat el 2009 dins del marc del conegut Premi Goncourt de l'Acadèmia Goncourt. Pren la continuació de les «borses Goncourt », fundades l'any 1990. És atribuït en cooperació amb la municipalitat de París al començament de la primavera.

## Llista de guanyadors
| Any  |  | Autor                  | Obra                             | Editorial (x vegada) | Notes                                       |
| ---- |  | ---------------------- | -------------------------------- | -------------------- | ------------------------------------------- |
| 1990 |  | Hélène de Monferrand   | Les Amies d'Héloïse              | de Fallois           |                                             |
| 1991 |  | Armande Gobry-Valle    | Iblis ou la Défroque du serpent  | Viviane Hamy         |                                             |
| 1992 |  | Nita Rousseau          | Les Iris bleus                   | Flammarion           |                                             |
| 1993 |  | Bernard Chambaz        | L'Arbre de vies                  | Bourin               |                                             |
| 1994 |  | Bernard Lamarche-Vadel | Vétérinaires                     | Gallimard            |                                             |
| 1995 |  | Florence Seyvos        | Les Apparitions                  | L'Olivier            | També Premi France Télévisions              |
| 1996 |  | Yann Moix              | Jubilations vers le ciel         | Grasset              |                                             |
| 1997 |  | Jean-Christophe Rufin  | L'Abyssin                        | Gallimard (2)        | També Premi Méditerranée                    |
| 1998 |  | Shan Sa                | Porte de la paix céleste         | du Rocher            |                                             |
| 1999 |  | Nicolas Michel         | Un revenant                      | Gallimard (3)        | Premier lauréat suisse et étranger          |
| 2000 |  | Benjamin Berton        | Sauvageons                       | Gallimard (4)        |                                             |
| 2001 |  | Salim Bachi            | Le Chien d'Ulysse                | Gallimard (5)        | Primer guanyador algerià                    |
| 2002 |  | Soazig Aaron           | Le Non de Klara                  | Maurice Nadeau       |                                             |
| 2003 |  | Claire Delannoy        | La Guerre, l'Amérique            | Buchet/Chastel       |                                             |
| 2004 |  | Françoise Dorner       | La Fille du rang derrière        | Albin Michel         |                                             |
| 2005 |  | Alain Jaubert          | Val Paradis                      | Gallimard (6)        |                                             |
| 2006 |  | Hédi Kaddour           | Waltenberg                       | Gallimard (7)        |                                             |
| 2007 |  | Frédéric Brun          | Perla                            | Stock                | També prix Marie-Claire-Blais               |
| 2008 |  | Jakuta Alikavazovic    | Corps volatils                   | L'Olivier (2)        |                                             |
| 2009 |  | Jean-Baptiste Del Amo  | Une éducation libertine          | Gallimard (8)        |                                             |
| 2010 |  | Laurent Binet          | HHhH                             | Grasset (2)          |                                             |
| 2011 |  | Michel Rostain         | Le Fils                          | Oh ! Éditions        |                                             |
| 2012 |  | François Garde         | Ce qu'il advint du sauvage blanc | Gallimard (9)        | També grand prix Jean-Giono                 |
| 2013 |  | Alexandre Postel       | Un homme effacé                  | Gallimard (10)       |                                             |
| 2014 |  | Frédéric Verger        | Arden                            | Gallimard (11)       |                                             |
| 2015 |  | Kamel Daoud            | Meursault, contre-enquête        | Barzakh & Actes Sud  |                                             |
| 2016 |  | Joseph Andras          | De nos frères blessés            | Actes Sud (2)        | L'autor va rebutjar el premi                |
| 2017 |  | Maryam Madjidi         | Marx et la poupée                | Nouvel Attila        |                                             |
| 2018 |  | Mahir Guven            | Grand frère                      | Philippe Rey         | També premi Première 2018 i Régine Deforges |
| 2019 |  | Marie Gauthier         | Court vêtue                      | Gallimard (12)       |                                             |
| 2020 |  | Maylis Besserie        | Le Tiers Temps                   | Gallimard (13)       |                                             |
| 2021 |  | Émilienne Malfatto     | Que sur toi se lamente le Tigre  | Elyzad               |                                             |
| 2022 |  | Étienne Kern           | Les envolés                      | Gallimard            |                                             |